# Invasion of Your Privacy
Albums de Ratt
Out of the Cellar
(1984) Dancing Undercover
(1986)
Invasion of Your Privacy est le deuxième album studio du groupe américain Ratt sorti en 1985. L'album a été accueilli avec des critiques positives et s'est vu récompenser 6x disque de platine. Invasion of Your Privacy s'est positionné à la 9e place dans les charts américains et 50e dans les charts britanniques.
Trois singles extraits de cet album ont été publiés en 1985, Lay It Down qui a atteint la 40e position au Billboard Hot 100 le 17 août 1985, le second single You're in Love qui a atteint la 89e position au Billboard Hot 100 et la 34e au Mainstream Rock Tracks chart et What You Give Is What You Get. La top modèle Marianne Gravatte fait une apparition dans le clip Lay It Down.
Le titre Never Use Love a été écrit par Stephen Pearcy lorsqu'il était encore dans son premier groupe Mickey Ratt.

## Liste des titres

### Face-A
| No  | Titre              | Auteur                                      | Durée |
| --- | ------------------ | ------------------------------------------- | ----- |
| A1. | You're In Love     | Stephen Pearcy, Juan Croucier               | 3:12  |
| A2. | Never Use Love     | Stephen Pearcy                              | 3:54  |
| A3. | Lay It Down        | Stephen Pearcy, Crosby, Croucier, DeMartini | 3:23  |
| A4. | Give It All        | Stephen Pearcy, Robbin Crosby               | 3:19  |
| A5. | Closer to my Heart | Stephen Pearcy, Robbin Crosby               | 4:30  |

### Face-B
| No  | Titre                         | Auteur                                          | Durée |
| --- | ----------------------------- | ----------------------------------------------- | ----- |
| B1. | Between the Eyes              | Stephen Pearcy, Warren DeMartini                | 3:54  |
| B2. | What You Give Is What You Get | Juan Croucier                                   | 3:47  |
| B3. | Got Me on the Line            | Stephen Pearcy, Robbin Crosby                   | 3:04  |
| B4. | You Should Know By Now        | Stephen Pearcy, Robbin Crosby, Juan Croucier    | 3:29  |
| B5. | Dangerous But Worth the Risk  | Stephen Pearcy, Juan Croucier, Warren DeMartini | 3:30  |

## Singles
1985
1. Lay It Down
2. You're In Love
3. What You Give Is What You Get

## Composition du groupe
- Stephen Pearcy- chants
- Warren DeMartini - guitare
- Robbin Crosby - guitare
- Juan Croucier - basse
- Bobby Blotzer - batterie